# Delima (geslacht)
Delima is een geslacht van slakken uit de  familie van de Clausiliidae.

## Soorten
De volgende soorten zijn bij het geslacht ingedeeld:
- Delima albocincta (L. Pfeiffer, 1841)
- Delima amoena (L. Pfeiffer, 1848)
- Delima bilabiata (J. A. Wagner, 1829)
- Delima binotata (Rossmässler, 1836)
- Delima blanda (Rossmässler, 1836)
- Delima edmibrani Štamol & Slapnik, 2002
- Delima giselae A. J. Wagner, 1914
- Delima helenae (Küster, 1876)
- Delima hiltrudis H. Nordsieck, 1969
- Delima laevissima (Rossmässler, 1833)
- Delima latilabris (J. A. Wagner, 1829)
- Delima montenegrina (L. Pfeiffer, 1848)
- Delima pachystoma (L. Pfeiffer, 1848)
- Delima pellucida (L. Pfeiffer, 1848)
- Delima pfeifferi (Küster, 1850)
- Delima semirugata (Rossmässler, 1836)
- Delima subcylindrica (Rossmässler, 1836)
- Delima vidovichii (L. Pfeiffer, 1846)

### Synoniemen
- Delima (Delima) W. Hartmann, 1842 => Delima W. Hartmann, 1842
- Delima (Delima) albocincta (L. Pfeiffer, 1841) => Delima albocincta (L. Pfeiffer, 1841)
- Delima (Delima) amoena (L. Pfeiffer, 1848) => Delima amoena (L. Pfeiffer, 1848)
- Delima (Delima) binotata (Rossmässler, 1836) => Delima binotata (Rossmässler, 1836)
- Delima (Delima) blanda (Rossmässler, 1836) => Delima blanda (Rossmässler, 1836)
- Delima (Delima) helenae (Küster, 1876) => Delima helenae (Küster, 1876)
- Delima (Delima) laevissima (Rossmässler, 1833) => Delima laevissima (Rossmässler, 1833)
- Delima (Delima) latilabris (J. A. Wagner, 1829) => Delima latilabris (J. A. Wagner, 1829)
- Delima (Delima) montenegrina (L. Pfeiffer, 1848) => Delima montenegrina (L. Pfeiffer, 1848)
- Delima (Delima) pachystoma (L. Pfeiffer, 1848) => Delima pachystoma (L. Pfeiffer, 1848)
- Delima (Delima) pellucida (L. Pfeiffer, 1848) => Delima pellucida (L. Pfeiffer, 1848)
- Delima (Delima) pfeifferi (Küster, 1850) => Delima pfeifferi (Küster, 1850)
- Delima (Delima) subcylindrica (Rossmässler, 1836) => Delima subcylindrica (Rossmässler, 1836)
- Delima (Delima) alschingeri (Charpentier, 1852) => Delima (Semirugata) bilabiata alschingeri (Charpentier, 1852) => Delima bilabiata alschingeri (Charpentier, 1852)
- Delima (Delima) attemsi A.J. Wagner, 1914 => Montenegrina attemsi attemsi (A. J. Wagner, 1914)
- Delima (Delima) crassilabris (Rossmässler, 1836) => Delima (Semirugata) bilabiata crassilabris (Rossmässler, 1836) => Delima bilabiata crassilabris (Rossmässler, 1836)
- Delima (Delima) stankovici Urbanski, 1960 => Montenegrina stankovici (Urbański, 1960)
- Delima (Dugiana) Štamol & Slapnik, 2002 => Delima W. Hartmann, 1842
- Delima (Dugiana) edmibrani Štamol & Slapnik, 2002 => Delima edmibrani Štamol & Slapnik, 2002
- Delima (Semirugata) O. Boettger, 1877 => Delima W. Hartmann, 1842
- Delima (Semirugata) bilabiata (J. A. Wagner, 1829) => Delima bilabiata (J. A. Wagner, 1829)
- Delima (Semirugata) giselae A. J. Wagner, 1914 => Delima giselae A. J. Wagner, 1914
- Delima (Semirugata) hiltrudis H. Nordsieck, 1969 => Delima hiltrudis H. Nordsieck, 1969
- Delima (Semirugata) semirugata (Rossmässler, 1836) => Delima semirugata (Rossmässler, 1836)
- Delima (Semirugata) vidovichii (L. Pfeiffer, 1846) => Delima vidovichii (L. Pfeiffer, 1846)

- Delima (Albanodelima) A.J. Wagner, 1924 => Montenegrina O. Boettger, 1877
- Delima (Albanodelima) perstriata (A.J. Wagner, 1919) => Montenegrina perstriata perstriata (A. J. Wagner, 1919)
- Delima (Carinigera) Möllendorff, 1873 => Carinigera Möllendorff, 1873
- Delima (Carinigera) buresi A. J. Wagner, 1928 => Carinigera (Carinigera) buresi buresi (A. J. Wagner, 1928) => Carinigera (Carinigera) buresi (A. J. Wagner, 1928) => Carinigera buresi (A. J. Wagner, 1928)
- Delima (Montenegrina) O. Boettger, 1877 => Montenegrina O. Boettger, 1877
- Delima (Montenegrina) dofleini A.J. Wagner, 1928 => Montenegrina dofleini dofleini (A. J. Wagner, 1928)
- Delima (Siciliaria) Vest, 1867 => Charpentieria (Siciliaria) Vest, 1867 => Charpentieria Stabile, 1864
- Delima (Siciliaria) gibbula (Rossmässler, 1836) => Charpentieria (Gibbularia) gibbula gibbula (Rossmässler, 1836) => Charpentieria (Gibbularia) gibbula (Rossmässler, 1836) => Charpentieria gibbula (Rossmässler, 1836)
- Delima (Siciliaria) piceata (Rossmässler, 1836) => Charpentieria (Stigmatica) piceata (Rossmässler, 1836) => Charpentieria piceata (Rossmässler, 1836)
- Delima (Strigilodelima) A.J. Wagner, 1924 => Strigilodelima A.J. Wagner, 1924
- Delima (Strigilodelima) platystoma (Küster, 1850) => Strigilodelima conspersa conspersa (L. Pfeiffer, 1848)
- Delima itala (G. v. Martens, 1824) => Charpentieria itala (G. von Martens, 1824)
- Delima laxa (Küster, 1860) => Montenegrina laxa laxa (Küster, 1860)
- Delima pentheri A.J. Wagner, 1919 => Strigilodelima pentheri (A. J. Wagner, 1919)
- Delima platystoma (Küster, 1850) => Strigilodelima conspersa conspersa (L. Pfeiffer, 1848)
- Delima substricta (Charpentier, 1852) => Delima amoena substricta (Charpentier, 1852)